# Luis Labarta
Luis Labarta y Grañé (Barcelona, 1852-Barcelona, 1924) fue un ilustrador, profesor y cartelista español.

## Biografía

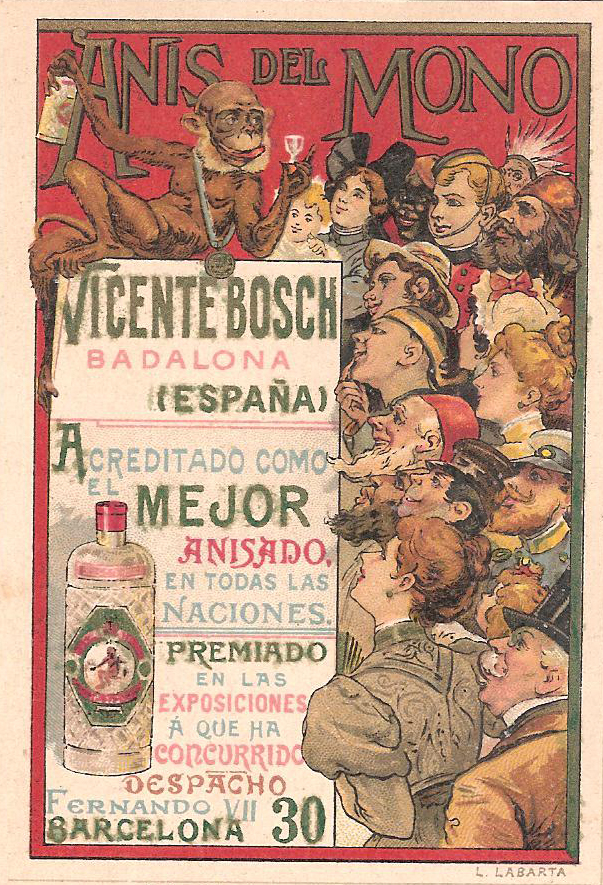
Cartel de Anís del Mono de Labarta (1898)

Dibujante nacido en Barcelona el 4 de abril de 1852, fue discípulo de Eusebio Planas desde 1865 hasta 1880. Fue profesor de la Escuela Superior de Artes y Oficios de Barcelona y padre del también artista Francisco Labarta y Planas.
Fue uno de los participantes —junto a artistas como Ramón Casas y Miquel Utrillo— en el concurso de carteles para la marca Anís del Mono celebrado en 1898, en el que obtuvo el tercer accésit. Acometió una serie de pinturas en el techo del Teatro Principal junto a Antonio Sánchez Fabré y fue dibujante de cabeceras de las revistas La Ilustració Catalana y La Ilustración Ibérica, grabadas por Francesc Fusté, además de cultivar el cartel taurino.
Falleció el 29 de diciembre de 1924.
Entre sus creaciones se contó el libro Hierros artísticos: colección de láminas representando los más notables trabajos de forja, particularmente los debidos a los maestros castellanos y catalanes (1901), con doscientos dibujos de hierros artísticos.